# Édouard-Gérard Balbiani
Édouard-Gérard Balbiani, né le 31 juillet 1823 à Port-au-Prince (Haïti) et mort le 25 juillet 1899 à Meudon, est un entomologiste et embryologiste français.

## Biographie
Après des études à la faculté de médecine de Paris et au Muséum d'histoire naturelle, il devient préparateur attaché au Laboratoire de Claude Bernard en 1865, avant d'occuper de 1874 à sa mort, la chaire d'embryogénie comparée au Collège de France.
Il étudie les protozoaires, notamment les amibes, et les cellules germinales, décrit les chromosomes géants des chironomes et fait des expériences de mérotomie sur les ciliés.
Il donne son nom à la découverte de l'anneau de Balbiani. L'Académie des Sciences lui décerne en 1887 le prix Petit d'Ormoy pour l'ensemble de ses études sur la physiologie et l'histologie.
Il est le beau-père d'Alfred Binet.
Un genre  d'algue rouge d'eaux douces, Balbiania (pt), fut nommée en son honneur par Simon Sirodot.